# قلعة إدنبرة
قلعة إدنبرة (بالغيلية الإسكتلندية: Caisteal Dhùn Èideann) هي قلعة تاريخية تسيطر على أفق مدينة إدنبرة، إسكتلندا، من موقعها على قلعة الصخرة ‏. أنشأ علماء الآثار الاحتلال البشري للصخرة منذ العصر الحديدي على الأقل (القرن الثاني الميلادي)، رغم أن طبيعة المستوطنة المبكرة غير واضحة. كانت هناك قلعة ملكية على الصخرة منذ عهد ديفيد الأول على الأقل في القرن الثاني عشر، وظل الموقع مكان إقامة ملكي حتى عام 1633. من القرن الخامس عشر انخفض دور القلعة السكني، وبحلول القرن السابع عشر كان يستخدم بشكل أساسي كثكنات عسكرية مع حامية كبيرة. تم الاعتراف بشكل متزايد بأهميتها كجزء من التراث الوطني لإسكتلندا منذ أوائل القرن التاسع عشر وما بعده، وتم تنفيذ العديد من برامج الاستعادة على مدار القرن ونصف القرن الماضي. باعتبارها واحدة من أهم معاقل مملكة إسكتلندا، شاركت قلعة أدنبره في العديد من الصراعات التاريخية من حروب الاستقلال الإسكتلندية في القرن الرابع عشر وحتى صعود يعقوبي عام 1745. حددت الأبحاث التي أجريت في عام 2014 حدوث 26 حصارًا في تاريخها الممتد منذ 1100 عام، مما جعلها تدعى بأنها «أكثر الأماكن المحاصرة في بريطانيا العظمى وواحدة من أكثر المناطق التي تعرضت للهجوم في العالم».
القلعة، تحت رعاية البيئة التاريخية لإسكتلندا ‏، هي أكثر مناطق الجذب السياحي مدفوعة الأجر في إسكتلندا، حيث زارها أكثر من مليوني زائر في عام 2017 وأكثر من 70 في المائة من الزوار الترفيهيين إلى إدنبره. كخلفية لشمعة أدنبره العسكرية ‏ خلال مهرجان إدنبرة السنوي، أصبحت القلعة رمزا معروفا لإدنبره وإسكتلندا.

## روابط خارجية
- موقع قلعة إدنبره
- البيئة التاريخية لإسكتلندا. «قلعة ادنبره (SM90130)».
- موقع الحرب الإسكتلندية التذكارية الوطنية
- قلعة أدنبرة نسخة محفوظة 5 يناير 2014 على موقع واي باك مشين.، الهيئة الملكية للآثار القديمة والتاريخية في قاعدة بيانات «كانمور» في إسكتلندا
- صور قلعة أدنبرة من الهيئة الملكية للآثار القديمة والتاريخية في إسكتلندا
- نقش منظر لجهة الشمال الشرقي لقلعة أدنبرة عام 1693 من قبل جون سليزر  [لغات أخرى]‏ في مكتبة إسكتلندا الوطنية